# Необов'язковий референдум
Необов’язковий референдум — референдум, який проводиться за ініціативою органів влади або громадськості. Найбільш відомими видами необов’язкових референдумів є народна ініціатива щодо пропозиції закону та народний референдум (або аброгативний) щодо скасування чинного закону. Для організації необов’язкового референдуму зазвичай необхідно зібрати підписи громадян, хоча в деяких юрисдикціях референдум можуть ініціювати й державні установи. Це форма прямої демократії.
На відміну від обов’язкового референдуму, який має проводитися згідно з вимогами закону щодо певних питань, необов’язковий референдум відбувається за запитом.

## Види
Існує кілька основних видів необов’язкових референдумів:
- Плебісцит органів влади: референдум, добровільно винесений на голосування державним органом (зазвичай законодавчим органом).
- Ініціативний референдум: ініційований громадянами процес подання та голосування за запропонований закон.
- Народний референдум: ініційований громадянами процес спрямований на скасування чинного закону.
- Референдум про відкликання: ініційована громадянами спроба дострокового відкликання виборної посадової особи. Залежно від юрисдикції відкликання може стосуватися конкретної особи (наприклад, одного депутата) або ширшого складу (наприклад, цілого парламенту).

## Швейцарія
У Швейцарії народний референдум відомий як факультативний референдум (нім. fakultatives Referendum; фр. référendum facultatif; італ. referendum facoltativo; ромш. referendum facultativ). Він дозволяє громадянам оскаржити закони, ухвалені федеральним парламентом, кантонами або муніципалітетами, а також пропонувати нові закони за допомогою народної ініціативи.

### Історія
Народний референдум був вперше запроваджений у кантонах (наприклад, у Цюриху з 1869 року). На федеральному рівні необов’язковий референдум був запроваджений Федеральною конституцією 1874 року (стаття 74).
Ратифікація Готтардської угоди 1909 року викликала широкі протести, що зрештою призвело до подання петиції. Внаслідок цього у 1921 році було введено необов’язковий референдум для міжнародних договорів, чинних понад 15 років або на невизначений термін.
Спочатку для проведення народного референдуму на федеральному рівні потрібно було зібрати 30 000 підписів. Через значне зростання кількості виборців внаслідок зростання населення та впровадження жіночого виборчого права у 1971 році, цю кількість у 1977 році збільшили до 50 000 дійсних підписів.
У Швейцарії кантональний референдум було проведено вперше й востаннє у 2003 році. Він стосувався змін у сфері оподаткування шлюбу, сім’ї та житла (так званий «податковий пакет»). Законопроєкт був відхилений на референдумі 16 травня 2004 року.

### Федеральний рівень
На федеральному рівні голосування проводиться щодо кожного закону, проти якого супротивники збирають 50 000 дійсних підписів протягом 100 днів після його опублікування парламентом.
Референдум також може бути ініційований щонайменше вісьмома кантонами — так званий кантональний референдум (не плутати з обов’язковим чи необов’язковим референдумом на кантональному рівні).